# 제2군단 (조선민주주의인민공화국)
제2군단은 조선인민군 육군의 군단이다. 군사분계선(DMZ)를 기준으로 제1, 4, 5군단과 함께 1제대 전연군단에 속한다. 황해북도 평산군에 군단 사령부를 두고 있다.

## 역사
한국 전쟁이 시작하기 10일전인 1950년 6월 15일에 창설되었다. 예정대로 6월 25일 새벽에 군단은 제2, 12, 16사단을 지휘하여 38선을 넘어서 강원도로 진격하였다.
1950년 7월 4일, 김일성을 사령관으로 한 "전선사령부"가 설치되자, 1군단, 제10사단과 함께 예하로 편입되어 김일성의 직접적인 통제를 받게 되었다.
제19연대와 제16포병대대의 지원을 등에 업은 남한 제6사단, 2연대의 반격으로 제12사단과 제603모터사이클연대가 괴멸하였다. 계획이 틀어지자 화가 난 김일성은 책임을 물어 제2군단장과 제2사단장, 제12사단장을 해임하였다.
현재 서부전선의 한 축을 담당하고 있으며, 개성시를 관할하고 있다.

## 전투 서열
- 제3사단
- 제6사단
- 제8사단

## 같이 보기
- 제1군단 (조선민주주의인민공화국)
- 제3군단 (조선민주주의인민공화국)
- 제4군단 (조선민주주의인민공화국)
- 제5군단 (조선민주주의인민공화국)
- 제12군단 (조선민주주의인민공화국)

## 참고
1. ↑  고재홍. “북한군의 비상시․평시 군사 지휘체계 연구” (PDF). 《통일정책연구 14권 2호》 (통일연구원).
2. ↑  “청성(靑星) 포병의 신화 -끝-”. 대한민국 국방부. 2011년 7월 1일. 2014년 2월 2일에 원본 문서에서 보존된 문서. 2014년 1월 18일에 확인함.
3. ↑  “전방부대서 작전지도 펼친 김정은 “韓, 주권침해땐 물리력 사용””. 2024년 10월 18일. 2024년 10월 18일에 확인함.